# Microregione di Itapeva
Itapeva è una microregione dello Stato di San Paolo in Brasile, appartenente alla mesoregione di Itapetininga.

## Comuni
Comprende 12 comuni:
- Barão de Antonina
- Bom Sucesso de Itararé
- Buri
- Coronel Macedo
- Itaberá
- Itapeva
- Itaporanga
- Itararé
- Nova Campina
- Riversul
- Taquarituba
- Taquarivaí